# Circonscription autonomique d'Ibiza
Ne doit pas être confondu avec Circonscription électorale d'Ibiza-Formentera.
La circonscription électorale d'Ibiza est l'une des quatre circonscriptions électorales des îles Baléares pour les élections au Parlement des îles Baléares.
Elle correspond géographiquement à l'île d'Ibiza.

## Synthèse
| AP & alliés |       | 6  | 7  |    |    |    |    |    |    |    |    |    |  |  |
| PDL         |       | 1  |    |    |    |    |    |    |    |    |    |    |  |  |
| CDS         |       |    | 1  |    |    |    |    |    |    |    |    |    |  |  |
| FIEF        |       |    |    | 1  |    |    |    |    |    |    |    |    |  |  |
| LV          |       |    |    |    | 1  |    |    |    |    |    |    |    |  |  |
| PSIB-PSOE   |       | 4  | 4  | 4  | 4  | 6  | 5  | 6  | 4  | 4  | 5  | 4  |  |  |
| PP          |       |    |    | 7  | 7  | 6  | 7  | 6  | 8  | 5  | 5  | 7  |  |  |
| Podemos     |       |    |    |    |    |    |    |    |    | 3  | 1  |    |  |  |
| Cs          |       |    |    |    |    |    |    |    |    |    | 1  |    |  |  |
| Vox         |       |    |    |    |    |    |    |    |    |    |    | 1  |  |  |
|             |       |    |    |    |    |    |    |    |    |    |    |    |  |  |
| Total       | Total | 11 | 12 | 12 | 12 | 12 | 12 | 12 | 12 | 12 | 12 | 12 |  |  |

## Résultats détaillés

### 1983
| Parti     | Parti | Députés élus |
| --------- | ----- | --- |
| CP        |       | Cosme Vidal Juan, Antoni Marí Calbet, Enrique Fajarnés Ribas, Pere Marí Torres, Josep Planells Roig, Antoni Ribas Costa |
| PSIB-PSOE |       | Enric Ribas Marí, Antoni Costa Costa, Ildefons Juan Marí, Carles Asensio Narcue                                         |
| PDL       |       | Alons Marí Calbet |

- Carles Asensio (PSIB-PSOE) est remplacé en avril 1984 par Vicent Tur Torres.
- Antoni Ribas (AP) est remplacé en juillet 1984 par Josep Tur Serra (PDP).
- Enric Ribas (PSIB-PSOE) est remplacé en octobre 1986 par César Hernández Soto.

### 1987
| Parti     | Parti | Députés élus |
| --------- | ----- | --- |
| AP-PL     |       | Antoni Marí Calbet, Bartolomé Planells Planells, Pere Palau Torres, Pere Guasch Guasch, Vicent Serra Ferrer, Josep Tur Serra, Antoni Marí Ferrer |
| PSIB-PSOE |       | Antoni Costa Costa, César Hernández Soto, Ildefons Juan Marí, Paula Guillem Ripoll                                                               |
| CDS       |       | Andreu Tuells Juan |

- César Hernández (PSIB-PSOE) est remplacé en avril 1988 par Neus Bonet Ribas.
- Antoni Costa (PSIB-PSOE) est remplacé en novembre 1989 par Josep Maria Costa Serra.

### 1991
| Parti     | Parti | Députés élus |
| --------- | ----- | --- |
| PP        |       | Antoni Marí Calbet, Luisa Cava de Llano Carrió, Pere Palau Torres, Joan Marí Tur, Miquel Guasch Ribas, Antoni Marí Ferrer, Carmen Castro Gandasegui |
| PSIB-PSOE |       | Vicent Tur Torres, Francesc Planells Costa, Joan Marí Serra, Encarnación Magaña Alapont                                                             |
| FIEF      |       | Cosme Vidal Juan |

- Luisa Cava (PP) est remplacé en juin 1993 par Josep Marí Prats.

### 1995
| Parti     | Parti | Députés élus |
| --------- | ----- | --- |
| PP        |       | Antoni Marí Calbet, Pere Palau Torres, Joan Marí Tur, Neus Marí Marí, Catalina Palau Costa, Andrés Charneco Fidel, Joan Marí Boned |
| PSIB-PSOE |       | Vicent Tur Torres, Ángeles Leciñena Esteban, Joan Marí Serra, Myriam Muñoz Laso de la Vega                                         |
| EV        |       | Josep Balanzat Torres |

### 1999
| Parti               | Parti | Députés élus |
| ------------------- | ----- | --- |
| PP                  |       | Antoni Marí Calbet, Pere Palau Torres, Joan Marí Tur, Catalina Palau Costa, Joan Marí Boned, Neus Marí Marí     |
| PSIB-PSOE-EU-EV-ERC |       | Pilar Costa Serra, Vicent Tur Torres, Juan Buades Beltran, Sofía Hernanz, Francisca Tur Riera, Josep Marí Ribas |

- Pilar Costa (PSIB-PSOE) est remplacée en août 1999 par Miquel Ramon Juan.
- Fanny Tur (Pacte) est remplacée en août 1999 par Joan María Serra (PSIB-PSOE).
- Catalina Palau (PP) est remplacée en mars 2000 par Josep Juan Cardona.

### 2003
| Parti               | Parti | Députés élus |
| ------------------- | ----- | --- |
| PP                  |       | Pere Palau Torres, Enrique Fajarnés Ribas, Maria Estrella Matutes Prats, Diego Manuel Guasch Díaz, Josep Juan Cardona, Carolina Torres Cabañero, Catalina Palau Costa |
| PSIB-PSOE-EU-EV-ERC |       | Pilar Costa Serra, Vicent Tur Serra, Patricia Abascal Jiménez, Joan Boned Roig, Francisca Tur Riera                                                                   |

- Enrique Fajarnés (PP) est remplacé en juin 2003 par Joan Marí Tur.
- Francisca Tur (Pacte) est remplacée en juin 2003 par Miquel Ramon Juan (EU).
- Catalina Palau (PP) est remplacée en juillet 2003 par Antoni Marí Tur.
- Estrella Matutes (PP) est remplacée en juillet 2003 par Miquel Àngel Jerez Juan.

### 2007
| Parti     | Parti | Députés élus |
| --------- | ----- | --- |
| PP        |       | Pere Palau Torres, Carolina Torres Cabañero, Josep Juan Cardona, Carmen Castro Gandasegui, Miquel Àngel Jerez Juan, Catalina Palau Costa |
| PSIB-PSOE |       | Xico Tarrés Marí, Marian Suárez Ferreiro, Joan Boned Roig, Maria Torres Marí, Josep Maria Costa Serra, Esperança Marí Mayans             |

- Josep Juan (PP) est remplacé en juillet 2010 par Virtudes Marí Ferrer.

### 2011
| Parti     | Parti | Députés élus |
| --------- | ----- | --- |
| PP        |       | Pere Palau Torres, Carmen Castro Gandasegui, Vicent Serra Ferrer, María Virtudes Marí Ferrer, Miquel Àngel Jerez Juan, Carolina Torres Cabañero, Josep Torres Cardona, Catalina Palau Costa |
| PSIB-PSOE |       | Xico Tarrés Marí, Pilar Costa Serra, Joan Boned Roig, Esperança Marí Mayans |

- Carmen Castro (PP) est remplacée en juin 2011 par Jaime Fernández Juan.

### 2015
| Parti     | Parti | Députés élus |
| --------- | ----- | --- |
| PP        |       | José Vicente Marí Bosó, Sara Ramón Roselló, Vicent Serra Ferrer, Marí José Ribas Ribas, Miquel Àngel Jerez Juan |
| PSIB-PSOE |       | Pilar Costa Serra, Xico Tarrés Marí, Silvia Limones Costa, Enrique Casanova Peiro                               |
| Podemos   |       | Aitor Morrás Alzugaray, Marta Maicas Ortiz, Salvador Aguilera Carrilo                                           |

- José Vicente Marí Bosó (PP) est remplacé en janvier 2016 par Tania Marí.

### 2019
| Parti        | Parti | Députés élus |
| ------------ | ----- | --- |
| PP           |       | Antonio Costa Costa, Virginia Marí Rennesson, Mariano Juan Guasch, Tania Marí, Vicente Alejandro Marí Torres    |
| PSIB-PSOE    |       | Pilar Costa Serra, Ramón Roca Mérida, Irantzu Fernández Prieto, Enrique Casanova Peiro, Helena Benlloch Bottini |
| Podemos-EUIB |       | Gloria Pilar Santiago Camacho                                                                                   |
| Cs           |       | Messod Maxo Benalal Bendrihem                                                                                   |

- Ramón Roca (PSOE) est remplacé en juillet 2019 par Jordi Marí Tur.

### 2023
| Parti     | Parti | Députés élus |
| --------- | ----- | --- |
| PP        |       | Antonio Costa Costa, Lourdes Cardona Ribas, Vicente Alejandro Marí Torres, Sandra Palau Boned, Jacobo María Varela de Limia Chorda, Marta Pereira Santín, Antonio Marí Marí |
| PSIB-PSOE |       | Pilar Costa Serra, José Alejandro Pitaluga Ivorra, Irantzu Fernández Prieto, Marco Antonio Guerrero Moreno                                                                  |
| Vox       |       | Patricia de las Heras Fernández |